# Гидроморфон
Гидроморфон — наркотическое вещество класса опиоидов, производное морфина. Известен также как дигидроморфинон и продаваемый, в частности, под торговой маркой Dilaudid, используется для лечения умеренной и сильной боли. Как правило, длительное применение рекомендуется только при болях, вызванных онкологией. Он может быть использован перорально или путем инъекции в вену, мышцу или под кожу. Эффект обычно начинается в течение получаса и длится до пяти часов.
Общие побочные эффекты включают головокружение, сонливость, тошноту, зуд и запор. Серьезные побочные эффекты могут включать низкое кровяное давление, судороги, угнетение дыхания и серотониновый синдром. Быстрое снижение дозы может привести к отмене опиоидов. Как правило, применение во время беременности или грудного вскармливания не рекомендуется. Считается, что гидроморфон действует путем активации опиоидных рецепторов, главным образом в головном и спинном мозге. Гидроморфон в дозе 2 мг внутривенно эквивалентен примерно 10 мг морфина внутривенно.
Гидроморфон был запатентован в 1923 году. Он включен в Список основных лекарственных средств Всемирной организации здравоохранения. Он доступен в виде универсального лекарства. В 2017 году это было 205-е наиболее часто назначаемое лекарство в Соединенных Штатах, с более чем двумя миллионами рецептов. Гидроморфон производится из морфина.
Национальная всеобщая онкологическая сеть США и Европейское общество медицинской онкологии считают, что Гидроморфон относится к препаратам короткого срока полувыведения.

## В культуре

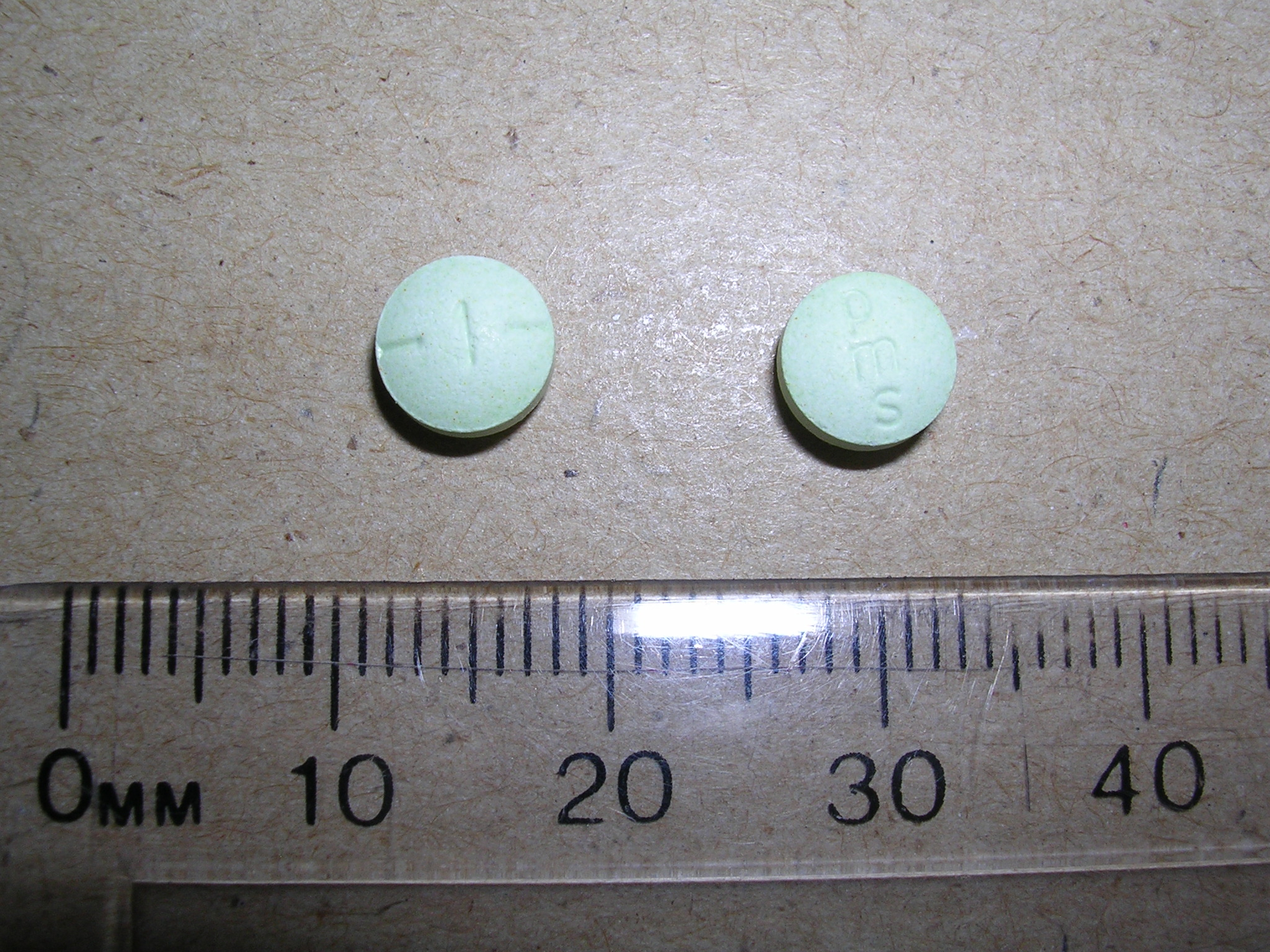

В фильме «Аптечный ковбой» Надин, одна из героинь, умирает от передозировки гидроморфона.
Подруга басиста Sex Pistols Сида Вишеса Нэнси Спаджен перед убийством ждала доставки большой партии гидроморфона в отеле Челси в Нью-Йорке. В сделке принимал участие Рокетс Редглэр.
В телесериале «Мыслить как преступник» персонаж Спенсер Рид испытывает пристрастие к гидроморфону, но затем преодолевает зависимость.
В телесериале «Кости» (1 сезон 8 серия) упоминается как вещество, от передозировки которого скончалась Мэгги Шиллинг, похищенная и замученная до смерти четой Кастелло.
В сериале «Отчаянные домохозяйки» (4 сезон 7-8 серия) Майк Дельфино испытывает пристрастие к гидроморфону.
В сериале «Склифосовский» (3 сезон) Иван Николаевич Хромов крадёт гидроморфон для сына-наркомана, а Лазарев, прикрывая его, берёт вину на себя.
В фильме «Френни» (The Benefactor) главный герой Фрэнсис подсел на гидроморфон после трагической аварии, в которой погибли его лучшие друзья.
В фильме «24 часа на жизнь» (24 Hours to Live) главного героя пытаются убить передозировкой гидроморфона, после его оживления.
В фильме "Я легенда" (в главной роли У.Смит) главный герой доктор Невилл при проведении эксперимента на зараженной особью женского пола вводит ей шестикратную дозу Дилаудида, что понижает гиперактивность зомби-вампира до медикаментозного сна.